# Titaea timur
Titaea timur là một loài bướm đêm thuộc họ Saturniidae. Nó là loài duy nhất được tìm thấy ở Misahualli in Ecuador.